# Kensington (Ilha do Príncipe Eduardo)
Kensington é uma cidade canadense localizada no Condado de Prince, na Ilha do Príncipe Eduardo. A população no censo de 2016 era de 1.619 pessoas.